# Marcelina Darowska
Marcelina Darowska (z domu Kotowicz, herbu Korczak; imię zakonne: Maria Marcelina od Niepokalanego Poczęcia NMP; ur. 16 stycznia 1827 w Szulakach na Podolu (dawne województwo bracławskie, obecnie Ukraina), zm. 5 stycznia 1911 w Jazłowcu) – polska zakonnica, współzałożycielka i druga przełożona generalna Zgromadzenia Sióstr Niepokalanego Poczęcia NMP (niepokalanek), mistyczka oraz błogosławiona Kościoła katolickiego.

## Życiorys

### Lata dzieciństwa i młodości
Pochodziła z Kresów Wschodnich. Urodziła się 16 stycznia 1827 w wielodzietnej, szlacheckiej rodzinie Jana Kotowicza herbu Korczak i Maksymilli z d. Jastrzębskiej. Miała sześcioro rodzeństwa. Ojciec jej był posiadaczem ziemiańskiego majątku Szulaki niedaleko Kamieńca Podolskiego. Był wybrany przez środowisko ziemian na honorowego marszałka szlachty powiatowej. Mając 10 lat przystąpiła do pierwszej Komunii świętej (1837). Pierwsze nauki pobierała u wynajętych przez rodziców francuskich guwernantek, a następnie w 1839 została oddana wraz ze swoją siostrą Izydorą na rosyjskojęzyczną pensję do Odessy, prowadzoną przez Szwajcarkę panią Schedoeuver. Po latach tak wspominała sytuację jaka panowała na tej pensji:

W serce nikt tam nie patrzył, uczuć nie badał, chodziło tylko o przyzwoitość zewnętrzną, o wyuczenie się lekcji, uprzątanie klasy, o tańce i śpiew, którym się miano na egzaminie popisać.

Była wzorową uczennicą, wykazującą wszechstronne uzdolnienia m.in. do nauki i sztuki (malarstwo, muzyka czy taniec). Po trzech latach nauki powróciła w 1842 do rodzinnych Szulak, gdzie pomagała ojcu w zarządzaniu majątkiem (była sekretarką, prowadząc jego kancelarię) oraz poświęciła się pracy na rzecz ubogich i cierpiących. Kiedy w latach 40. wybuchła w okolicy epidemia cholery, poświęciła się pracy charytatywnej, niosąc ulgę oraz pomagając chorym. 

### Małżeństwo
Będąc młodą kobietą poznała ziemianina Karola Weryhe Darowskiego z Darowa, herbu Ślepowron, którego poślubiła 2 października 1849, po trzykrotnej wcześniej odmowie, przeprowadzając się jednocześnie do jego majątku, do Tetyjowa. 
W podróży poślubnej młoda para udała się na pielgrzymkę do Częstochowy na Jasną Górę, gdzie oboje złożyli w darze swoje ślubne obrączki, przywożąc jednocześnie kopię Obrazu Matki Bożej Jasnogórskiej. Do swojej przyjaciółki napisała wówczas list, wyrażając tak swoje uczucia do męża:

To wiem jednak na pewno, że uczucia, które mam dla niego są tak szczere i święte, iż Bóg, nie wątpię, ma w nich upodobanie.

Wkrótce na świat przyszły ich dwoje dzieci Józef i Karolina. Jej życie rodzinne zostało niebawem przerwane przez niespodziewaną śmierć 20 kwietnia 1852 jej męża, który zachorował na tyfus podczas podróży do Żerdzia, gdzie mieli się przeprowadzić. Wkrótce po pogrzebie udała się do Żerdzia, gdzie przebywała kilka tygodni, a następnie powróciła do Szulak. Niebawem 12 stycznia 1853 zmarł również jej syn Józef, który zachorował na błonicę. Wtedy zaczęła myśleć o dalszym życiu na polu powołania zakonnego. W swoich wspomnieniach tak wtedy pisała: 

Klęcząc przy katafalku uśmiechniętej dzieciny, cała w jednym bólu, ale spokojna, uczułam się po raz kolejny złamaną, lecz już nie tylko szczęściu ludzkim jak przedtem (bo tego nie było dla mnie), ale na drodze świata, którą podążałam. Uczułam wewnętrznie, jakby w objawieniu, że droga zakonna przeznaczeniem moim: zeszłam z niej, a krok, który zrobić musiałam, aby do niej powrócić, ciernisty był i krwawy.

Wiosną 1853 udała się na cztery miesiące do Nauheim i Heidelbergu w Niemczech na odpoczynek i kurację spowodowaną trudnymi przeżyciami po śmierci swoich najbliższych. Następnie na zaproszenie rodziny, siostry i szwagra udała się do Paryża, gdzie poznała zmartwychwstańca o. Aleksandra Jełowickiego CR, który wpłynął na jej późniejsze losy. Pod wpływem wiary zaczęła praktykować życie sakramentalne, poświęcając się jednocześnie pracy na rzecz ludzi chorych. Zaopatrzona w list polecający od o. Jełowickiego CR do o. Hieronima Kajsiewicza CR, duszpasterza emigracji polskiej wyruszyła 11 kwietnia 1854 do Rzymu w celu pielgrzymki do czterech bazylik rzymskich oraz rozeznania pod jego wpływem swojej dalszej drogi życiowej. Zamieszkała wówczas u państwa Łubieńskich, poznając tam kuzynkę pani domu Józefę Karską, późniejszą Służebnicę Bożą, o której tak we wspomnieniach się wyraziła:

Był to typ najidealniejszy jaki znalazłam kobiety duchowej, ascetycznej, z całym wdziękiem dowcipu i uprzejmości najlepszego towarzystwa świata.

### W Zgromadzeniu niepokalanek
12 maja 1854 złożyła na ręce o. Kajsiewicza CR prywatny ślub posłuszeństwa i dozgonnej czystości, mając w perspektywie drogę życia konsekrowanego. Po półtorarocznym pobycie w Rzymie powróciła do Polski (1855–1857), gdzie przebywała jej małoletnia córka Karolina pod opieką krewnych.
Z Rzymu otrzymała wówczas wiadomość o zgłoszeniu się dwóch kandydatek: Emilii Steinert i Natalii de Reuilly oraz zamieszkaniu ich w domu przy ul. Via Paolina 30 pod kierownictwem o. Kajsiewicza CR i Józefy Karskiej, aby prowadzić klasztorny tryb życia, który był zalążkiem do formowania się nowego Zgromadzenia. Pod wpływem tej wiadomości przybyła wraz z córką oraz bratową do Rzymu. Odbyła tu w okresie 15–23 grudnia 1857 rekolekcje – wraz z innymi kandydatkami do formującego się Zgromadzenia – pod okiem o. Kajsiewicza CR, po których s. Józefa Karska CSIC przybrała tytuł Matki, a Marcelina Darowska została jej współsiostrą, rozpoczynając w ten sposób drogę życia zakonnego w Zgromadzeniu Sióstr Niepokalanego Poczęcia NMP. Na początku czerwca 1858 wyjechała do Polski, spędzając dwa lata poza klasztorem, m.in. z uwagi na słabowite zdrowie jej córki Karoliny, z którą przebywała na kuracjach w Szczawnicy i Nicei (1858–1859).
W dzień Niepokalanego Poczęcia NMP 8 grudnia 1859 odbyły się obłóczyny i pierwsze publiczne śluby zakonne pierwszych zakonnic Zgromadzenia, m.in. przełożonej s. Józefy Karskiej CSIC. Niebawem, 11 października 1860 zmarła chorowita s. Józefa Karska CSIC, po czym Marcelina otrzymała telegram od o. Kajsiewicza CR zawiadamiający ją o jej śmierci. W połowie listopada tegoż roku opuściła Żerdzie zabierając ze sobą Karolinę, po czym udała się do Rzymu. 27 grudnia 1860 rozpoczęła rekolekcje, po których 3 stycznia 1861 złożyła publiczne śluby wieczyste i została mianowana przełożoną generalną (habit zakonny przyjęła uroczyście 1 listopada 1862), a następnie przybyła do Jazłowca wraz z siedmioma zakonnicami celem uruchomienia szkoły średniej i elementarnej pod opieką swojego Zgromadzenia. Stała się prekursorką nowego stylu wychowania, m.in. odrzucającego zasadę tzw. „ślepego posłuszeństwa”. W swoich wskazówkach wychowawczych, stwierdziła m.in.: 

Zatarcie charakteru, niodpowiedzenie zdolnościom, zniszczenie indywidualności, typu, niepodążanie drogą swoją – jest niewiernością, jest rozminięciem się z przeznaczeniem, jest nieszczęściem. Istoty „nijakie”, istoty ze względów na drugich zacierające cechę osobowości swojej, są zwykle liche albo umysłem albo charakterem.

System wychowawczy opracowany przez nią na tzw. Karteczkach, zawierał cztery punkty:
1. Nauczyć dzieci żyć Bogiem.
2. Nauczyć, żeby były dobrymi Polakami.
3. Nauczyć, żeby kochały obowiązek.
4. Nauczyć dzieci myśleć.

Przez 10 lat prowadziła w szkole w Jazłowcu katechizację dzieci. Doniosłym wydarzeniem w historii szkoły było przybycie, a następnie coroczne wizytacje wygnańca abp. Zygmunta Szczęsnego Felińskiego, późniejszego świętego. W sierpniu 1883 poświęcił on w Jazłowcu statuę Matki Bożej, wykonaną z białego marmuru przez zesłańca Oskara Sosnowskiego. Rzeźba ta została następnie uroczyście ukoronowana 9 lipca 1939 przez kard. Augusta Hlonda oraz nazwana „Figurą Matki Bożej Jazłowieckiej”, a potem w wyniku sytuacji politycznej po II wojnie światowej, przeniesiona do Szymanowa pod Warszawą, stając się przyczyną licznych pielgrzymek.
Wcześniej, bo w 1872 zdecydowała się zreformować Konstytucje Zakonne Zgromadzenia, które wcześniej zredagował o. Kajsiewicz CR (zatwierdzone ostatecznie 8 lutego 1899). Założyła inne fundacje zakonne w: Jarosławiu nad Sanem (1875), Niżniowie nad Dniestrem (4 listopada 1883), Nowym Sączu (8 września 1897) i Słonimie na Białorusi (1907).

### U schyłku życia
16 czerwca 1907 miała wypadek, w wyniku którego złamała szyjkę kości udowej, będąc unieruchomioną przez kilka tygodni w łóżku. 
Pod koniec jej życia zwrócił się do niej listownie Henryk Sienkiewicz, stwierdzając:

Siejba Twoja, Najprzewielebniejsza Matko, była Bożą siejbą, świadczą te głosy czci i wdzięczności płynące ku Tobie ze wszystkich krańców naszej poszarpanej ziemi. W ślad za głosami idą serca dzieci i kobiet polskich. Nauczyłaś je miłować Boga i kraj ojczysty, czcić wszystko, co wielkie, szlachetne a nieszczęśliwe, więc wielki a nieszczęśliwy naród ocenił i uczcił Ciebie. Pozwól i mojej głowie pochylić się przed Twą zasługą i złożyć Ci należny hołd za tę pracę tak długą a tak doniosłą dla naszego społeczeństwa i tak w swych skutkach błogosławioną. Chwała Twej rozumnej pracy a cześć zasłudze i dobroci!

Po konsultacji ze współsiostrami podjęła decyzję zakupu pałacu Lubomirskich w Szymanowie na siedzibę przyszłej szkoły, gdzie przybyły one 13 lipca 1908, a następnie ją uroczyście otworzyły 4 listopada 1908. Przez prawie rok przebywała ona w nowo otwartej szkole. Kapituła generalna Zgromadzenia, która odbyła się w lipcu 1909 wybrała ją mimo podeszłego wieku (82 lata) ponownie na przełożoną generalną. Wypowiedziała wtedy swój testament duchowy, mówiąc:

Bądź błogosławione za wszystko co mi dla Ciebie było dane, co na mnie z wyżyn niebieskich ściągnąłeś...

15 października 1910 doznała udaru mózgu, po którym została sparaliżowana. W celi leżącej chorej, codziennie odprawiana była msza święta, przy ołtarzyku z obrazem Matki Bożej Jasnogórskiej, który swego czasu przywiozła ona z podróży poślubnej. Zmarła w Jazłowcu 5 stycznia 1911 około godz. 5:00 na skutek wycieńczenia w otoczeniu współsióstr i swojej najbliższej rodziny, córki Karoliny, wnuków i prawnuków, trzymając w ręku krzyżyk od swojego różańca oraz patrząc na krucyfiks. W słowach pożegnania powiedziała ona wtedy m.in.:

Zgromadzenie moje przedrogie, przedrogie – bo Boże! Długa jeszcze droga przed Tobą i bez cierni nie będzie... Obyś zawsze wiernym na niej było: wiernym woli Bożej, przeznaczeniu i zadaniu swojemu, wiernym Panu Twemu!

Pogrzeb odbył się 9 stycznia w Jazłowcu pod przewodnictwem abp. Józefa Teodorowicza z licznym udziałem duchowieństwa i wiernych.

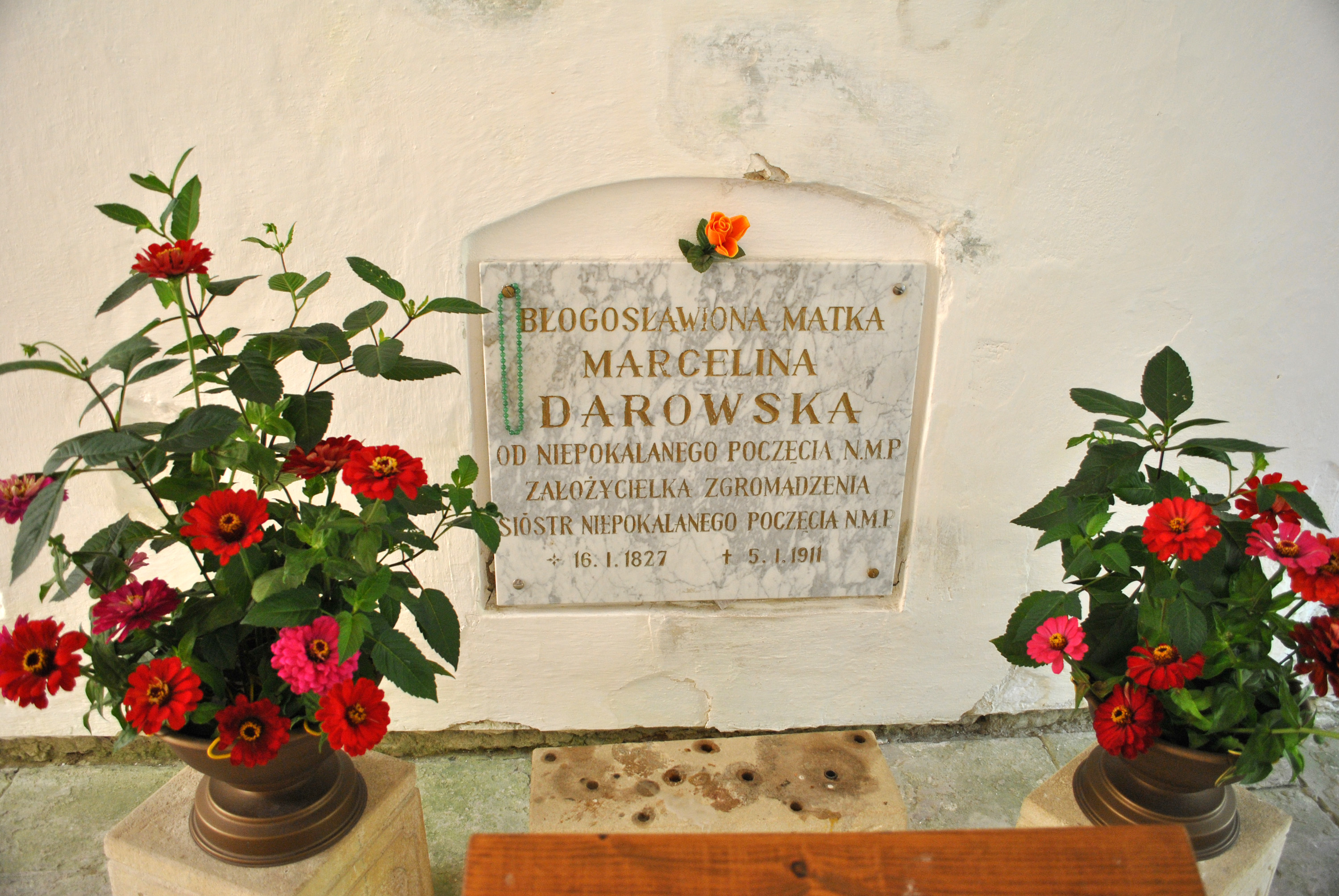
Grób bł. Marceliny Darowskiej w Jazłowcu

Spoczęła w grobowcu zakonnym w Jazłowcu. Część relikwii została następnie przekazana do Szymanowa. Również od 25 września 2011 cząstka jej relikwii została przekazana do parafii Matki Bożej Częstochowskiej w Mysłowicach – Kosztowach.

## Tablica przodków
| Tablica rodowodowa                                                     |                                                                    |                                                                    |
| Dziadkowie                                                             | Daniel Kotowicz h. Korczak (~1730–?) ?                             | Jakub Jastrzębski (~1760–?) ?                                      |
| Rodzice                                                                | Jan Kotowicz h. Korczak (~1790–?) Maksymilla Jastrzębska (~1790–?) | Jan Kotowicz h. Korczak (~1790–?) Maksymilla Jastrzębska (~1790–?) |
| bł. Marcelina Kotowicz h. Korczak, niepokalanka (16.01.1827–5.01.1911) |                                                                    |                                                                    |

## Publikacje
Pozostawiła po sobie spuściznę o charakterze teologiczno-mistycznym. W archiwum Zgromadzenia w Szymanowie przechowuje się ponad 11000 jej listów, z czego kilkaset jest adresowanych do kierowników duchowych (zmartwychwstańców: o. Hieronima Kajsiewicza CR, o. Piotra Semenenki CR) oraz do Matki Józefy Karskiej CSIC. Siostry Niepokalanki wydały jej pisma w paru pozycjach książkowych:
- Matka Marcelina Darowska, Cztery pogadanki rekolekcyjne Matki Marceliny ze swemi wychowankami, wyd. 2, Lwów: Skład główny w księgarni Gubrynowicza i Schmidta, 1907, OCLC 903336255. Brak numerów stron w książce
- Marcelina Darowska (zebrał i zestawił Józef Rokoszny): System wychowawczy Marceliny Darowskiej. Radom: Drukarnia Jan Kanty Trzebiński, 1928. OCLC 33343340. Brak numerów stron w książce
- Marcelina Darowska, Moje niepokalane serce zwycięży! (Matka Boża do dzieci w Fatimie), wyd. 1, Niepokalanów: Wydawnictwo Ojców Franciszkanów, 1995, ISBN 83-86412-06-2, OCLC 69533118. Brak numerów stron w książce
- Marcelina Darowska (zebr. i oprac. S. M. Grażyna od Wszechpośrednictwa MB, Anna Kosyra-Cieślak, Romana Szymczak): Zawsze będę z wami: myśli i modlitwy błogosławionej Matki Marceliny Darowskiej. Wyd. 1. Szymanów: Siostry Niepokalanki, 1997. ISBN 83-904599-6-5. OCLC 823751908. Brak numerów stron w książce
- Marcelina Darowska (oprac. S. M. Janina od Wniebowzięcia NMP Jadwiga Martynuska): „Rozpamiętuję dni, które minęły i lata poprzednie wspominam”: z pism Bł. Matki Marceliny Darowskiej. Szymanów: Siostry Niepokalanki, 2008. Brak numerów stron w książce

Ponadto w archiwum Zgromadzenia w Szymanowie znajdują się jej nieopublikowane dzieła:
- Pamiętnik, cz. 1 i cz. 2
- Konstytucje zakonne z 1872
- Memoriał O naukach i wychowaniu
- Kartki, cz. 1 i cz. 2
- Sprawozdania kapitulne
- Testament

## Proces beatyfikacyjny
Z inicjatywy Sióstr Niepokalanek, przekonanych o świątobliwości jej życia i cnót podjęto próbę wyniesienia jej na ołtarze. Proces informacyjny został rozpoczęty w lutym 1951. Odtąd przysługiwał jej tytuł Służebnicy Bożej. Po zakończeniu procesu informacyjnego akta zostały przekazane do Kongregacji Spraw Kanonizacyjnych do Rzymu. Stolica Apostolska potwierdziła ważność procesu informacyjnego 1 lutego 1986. Następnie w 1991 postulator generalny złożył tzw. Positio wymagane w dalszej procedurze beatyfikacyjnej. 14 czerwca 1994 odbyła się sesja konsultorów teologicznych, a następnie 6 grudnia tegoż roku sesja kardynałów i biskupów Kongregacji Spraw Kanonizacyjnych, która zaaprobowała dokumentację procesu. Papież św. Jan Paweł II wyraził zgodę na promulgowanie 15 grudnia 1994 dekretu o heroiczności jej cnót. Odtąd przysługiwał jej tytuł Czcigodnej Służebnicy Bożej. Do beatyfikacji potrzebny był cud za jej przyczyną, jakim okazało się uzdrowienie Bernarda Jirnov. Po zaakceptowaniu 25 czerwca 1996 tego cudu przez Stolicę Apostolską odbyła się uroczystość jej beatyfikacji 6 października tegoż roku w Rzymie w obecności papieża św. Jana Pawła II. 

## Odznaczenia
W 1899 otrzymała na wniosek polskiego samorządu galicyjskiego od władz Austro-Węgier Order Elżbiety za zasługi na rzecz edukacji społecznej.

## Upamiętnienie
- Jej wspomnienie liturgiczne w Kościele katolickim obchodzone jest 5 stycznia (dies natalis)
- Od 1999 w kaplicy klasztoru sióstr niepokalanek w Jazłowcu istnieje sanktuarium bł. Marceliny Darowskiej. W tymże roku ułożono specjalną litanię do bł. Marceliny Darowskiej[50].
- Bł. Marcelina Darowska jest patronką kilku placówek oświatowych[54]:
  - Prywatnego Gimnazjum i Liceum Ogólnokształcącego Sióstr Niepokalanek w Wałbrzychu
  - Gimnazjum i Szkoły Podstawowej Sióstr Niepokalanek w Jarosławiu
  - Zespołu Edukacyjnego Sióstr Niepokalanek w Warszawie
  - Przedszkola Sióstr Niepokalanek w Łomiankach[55]
- W 2009 Polacy z Kresów Wschodnich powołali Polskie Kulturalno-Oświatowe Towarzystwo im. bł. Marceliny Darowskiej z siedzibą w Brzeżanach[56]
- W Wałbrzychu jeden z placów nosi jej imię[57]. Ponadto w kościele parafialnym bł. Marceliny Darowskiej w Łomiankach wbudowano witraż z jej wizerunkiem.